# You Don't Bring Me Flowers
«You Don't Bring Me Flowers» es una canción de Neil Diamond y Barbra Streisand contenida originalmente en el álbum homónimo de Diamond publicado en 1978. La canción fue escrita por Neil Diamond con Alan y Marilyn Bergman para la comedia de televisión All That Glitters. Estaba destinada a ser el tema principal, pero Norman Lear, el creador del espectáculo, cambió el concepto del programa y la canción fue descartada. Diamond más tarde expandió la pista de 45 segundos a 3:17, agregando secciones instrumentales y un verso adicional. Los Bergman contribuyeron con la letra de la canción.

## Lista de canciones del sencillo
1. «You Don't Bring Me Flowers» (Dueto)
2. «You Don't Bring Me Flowers» (Instrumental)